# Instituto de Ortopedia e Traumatologia do Hospital das Clínicas da FMUSP

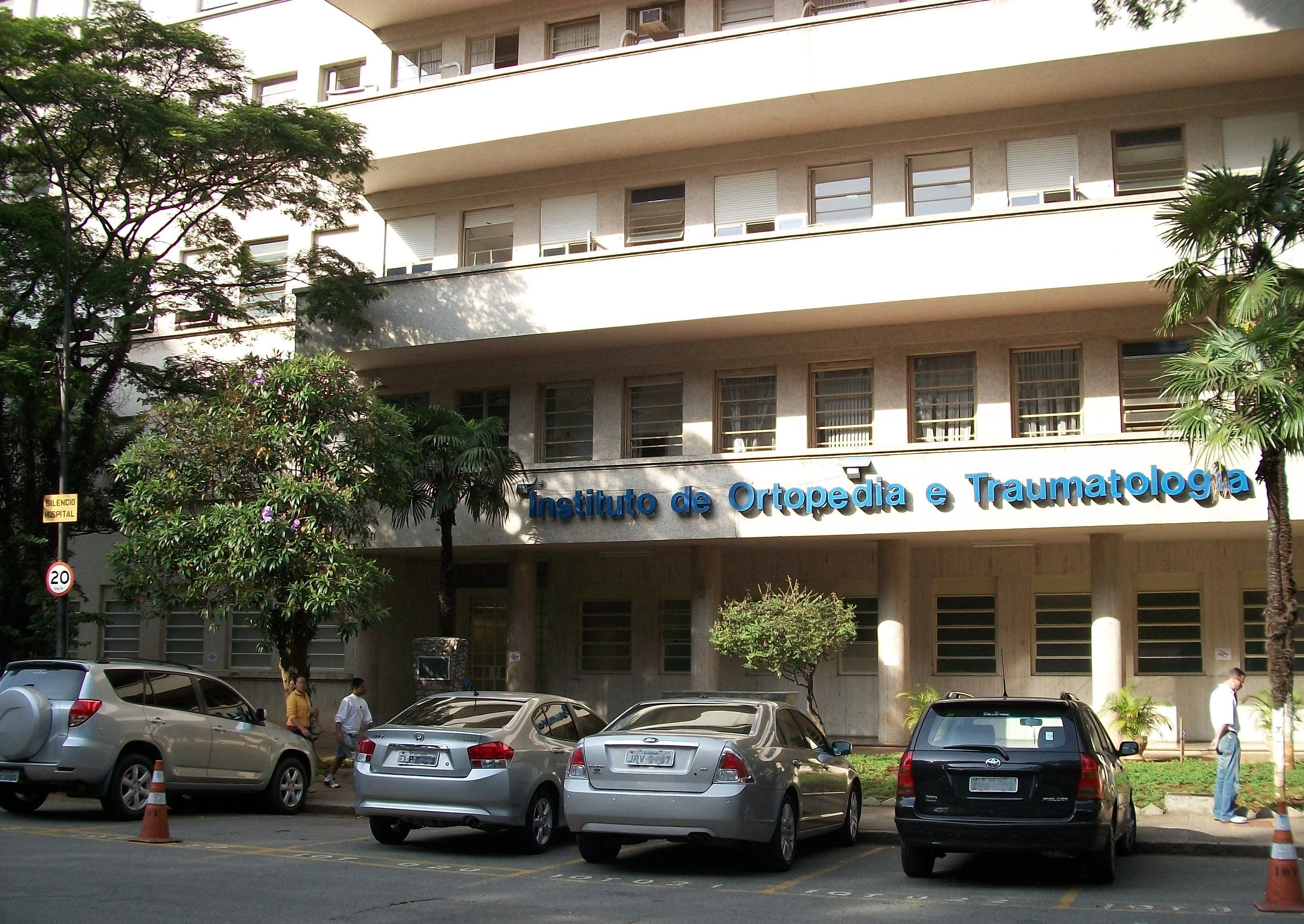
Fachada do IOT da FMUSP

O Instituto de Ortopedia e Traumatologia do Hospital das Clínicas da Faculdade de Medicina da Universidade de São Paulo - IOT/HCFMUSP é uma das sete unidades hospitalares que integram e, juntas, formam o Hospital das Clínicas da FMUSP.

## Histórico
O IOT HC-FMUSP foi inaugurado em 31 de julho de 1953, como o objetivo de realizar tratamentos especializados nas áreas de ortopedia e traumatologia, especialmente casos de poliomielite anterior aguda (Poliomielite Infantil).
Em meados da década de 50, a cidade de São Paulo enfrentava um grande surto de poliomielite infantil. Assim, era necessário a criação de uma instituição médica de ponta que fornecesse tratamento adequado aos acometidos pela moléstia, inclusive tratamento especializado às sequelas deixadas.
Nesse contexto, a criação do IOT, foi o resultado de um grande esforço da sociedade brasileira, em particular de São Paulo.

## Ensino
Como base operacional do ensino ministrado pelo Departamento de Ortopedia e Traumatologia da Faculdade de Medicina da USP, o IOT serve de apoio prático às disciplinas dos cursos de graduação e de pós-graduação. As aulas no instituto são obrigatórias aos alunos das disciplinas de ortopedia, traumatologia e cirurgia do aparelho locomotor do curso médico da FMUSP.
Além da graduação e da pós-graduação, o instituto mantém programas de residência médica e cursos de especialização e educação continuada.

## Pesquisa e Assistência
Além das atividades de ensino e assistência, o IOT desenvolve investigação médica e científica avançadas através de diversos laboratórios que dispõe. Dentre eles se destacando:
- Laboratório de Artroscopia
- Laboratório de Anatomia Patológica
- Laboratório de Biomecânica
- Laboratório de Microcirurgia Reconstrutiva

Além de laboratórios avançados e equipamentos de ponta, os estudantes que utilizam o IOT tem à sua disposição o melhor acervo bibliográfico da área no Brasil.
O instituto atua em colaboração com os demais departamentos da FMUSP e unidades do complexo do HC. Realiza projetos de investigação médica e pesquisa científica com outras instituições nacionais e estrangeiras.
Uma das linhas mais promissoras nas pesquisas do IOT-HC/FMUSP é a utilização de células tronco no tratamento de traumas raquimedulares.

## Localização
O IOT-HC/FMUSP está localizado na região central da cidade de São Paulo, na área conhecida como o quadrilátero da saúde, local onde se encontram instalados os demais institutos do complexo do Hospital das Clínicas de São Paulo, a Faculdade de Medicina, a Escola de Enfermagem, a Faculdade de Saúde Pública, todos componentes da USP. Também ali estão sediados o Instituto Adolfo Lutz, o Instituto de Infectologia Emílio Ribas, o Instituto Médico-Legal e a Secretaria da Saúde do estado de São Paulo.